# Pedro de Freitas Branco
Pedro António da Costa de Freitas Branco CvSE • ComSE (Mercês, Lisboa, 31 de Outubro de 1896 — São Mamede, Lisboa, 24 de Março de 1963) foi um maestro português.

## Biografia
Nasceu na rua da Quintinha, freguesia das Mercês, em Lisboa, filho de Fidélio de Freitas Branco (1861-1919), proprietário, deputado e Governador Civil de Évora, natural do Funchal, e de Maria da Costa de Sousa Macedo, natural de Roma, descendente do Marquês de Pombal. Estudou violino com Andrés Goñis e Francisco Benetó e harmonia e contraponto com seu irmão Luís de Freitas Branco. Iniciou estudos de engenharia mas abandonou-os em 1924 para se dedicar em exclusivo à música, tendo passado dois anos em Londres onde se chegou a apresentar como cantor. 

De regresso a Portugal, criou em 1928 a Companhia Portuguesa de Ópera Lírica, com sede no Teatro de São João do Porto, que não sobreviveu por dificuldades financeiras.
Entre 1928 e 1932, dirigiu no Teatro Tivoli os Concertos Sinfónicos Portugueses ou Concertos Sinfónicos de Lisboa. A sua carreira internacional arrancou em 1932 com o convite que lhe foi dirigido por Maurice Ravel para dirigir em Paris diversas obras deste compositor. O êxito então obtido fez com que se fixasse naquela cidade em 1933, tendo durante os quatro anos seguintes dirigido diversas orquestras francesas e europeias, entre elas a dos Concertos Lamoureux.
A 12 de junho de 1931, casou na Administração Municipal de Paris com a pianista Marie Antoinette Levêque, natural de Mamers, França, radicada em Portugal desde 1924, com quem foi divulgador de repertório para piano e orquestra. Marie Antoinette era filha de Alphonse Émile Levêque e de Eugenie Emma Blavot e tinha sido previamente casada com José Martins Castello Lopes, de quem teve um filho, Gérard Castello-Lopes. Pedro de Freitas Branco e Marie Antoinette casaram catolicamente na igreja de São Mamede, em Lisboa, a 11 de julho de 1962.
Em 1934 foi igualmente convidado a criar a Orquestra Sinfónica da Emissora Nacional, cuja direcção assumiu até à sua morte. Nas décadas de 1940 e 1950, a sua carreira internacional, a mais prestigiosa de um maestro português de qualquer época, desenvolveu-se não só em concertos mas também na ópera, tendo-se apresentado com cantores como Beniamino Gigli, Giuseppe di Steffano, e Victoria de los Angeles, ou instrumentistas como o pianista Wilhelm Kempff.
Até 1961, dirigiu igualmente a Orquestra Sinfónica de Lisboa, à frente da qual estreou em Portugal muitas obras de compositores do século XX como Richard Strauss, Paul Hindemith e Luigi Dallapiccola. Dois dos discos que gravou receberam o Grand Prix du Disque da Academia Charles Cros, o primeiro em 1954 com obras de Maurice Ravel, e o segundo em 1962 com obras de Manuel de Falla.
A 12 de Janeiro de 1931, foi feito Cavaleiro da Ordem Militar de Sant'Iago da Espada, e a 11 de Abril de 1939, foi elevado a Comendador da mesma Ordem.
Morreu vítima de neoplasia do fémur a 24 de Março de 1963, aos 66 anos, no 2.º andar do n.º 23 da rua da Fábrica das Sedas, freguesia de São Mamede, em Lisboa, que em 1968 foi renomeada Rua Maestro Pedro de Freitas Branco, em sua homenagem.

## Homenagens

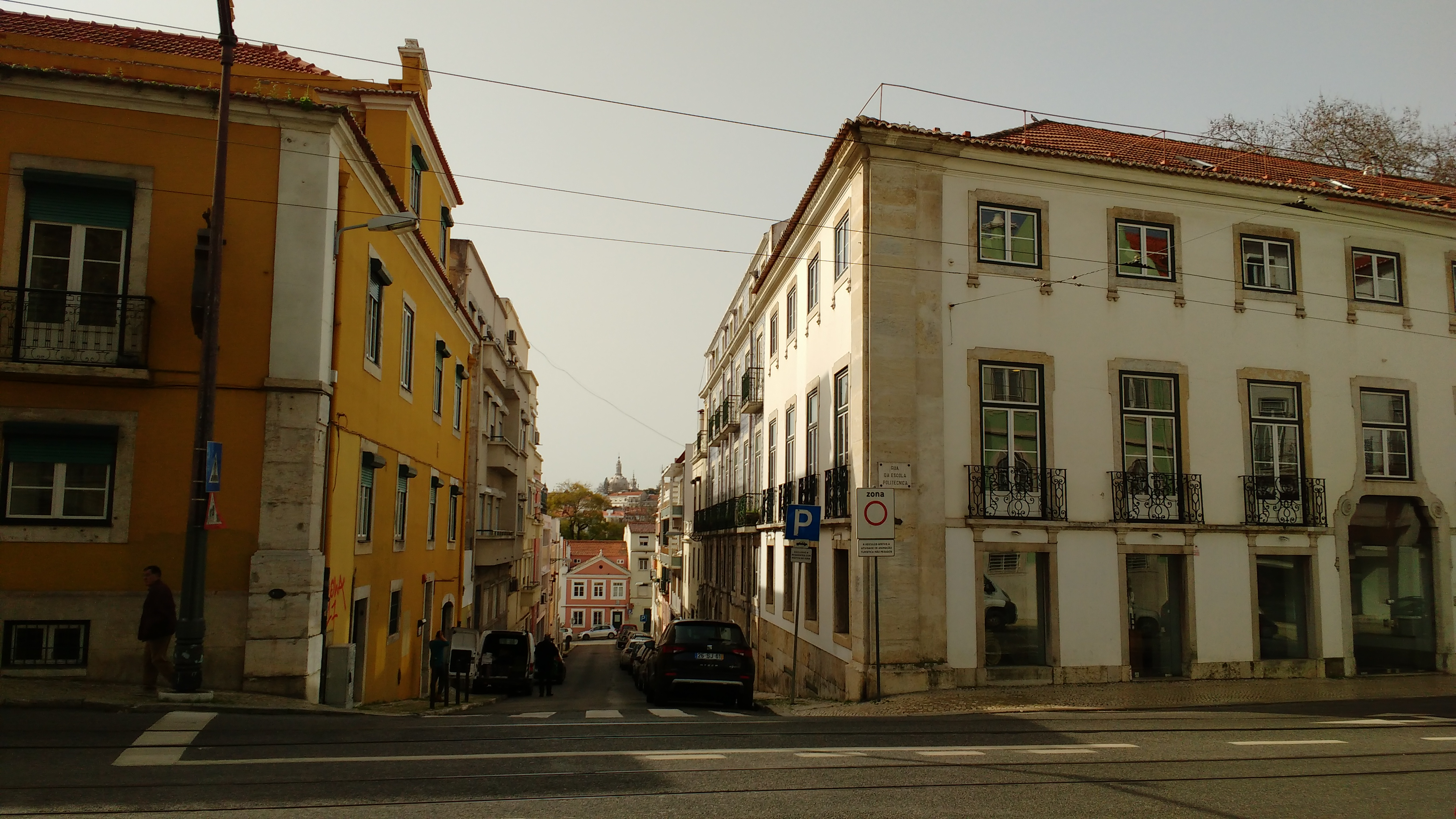
A Rua Maestro Pedro de Freitas Branco, em Lisboa, vista do Largo de São Mamede.

Em 1968 a Câmara Municipal de Lisboa atribuiu o seu nome à antiga Rua das Fábricas da Seda, artéria onde tinha morado. O seu nome consta também da toponímia de outras localidades portuguesas nomeadamente: Queluz, Cascais, Beja, Grândola, entre outras. 